# 大本德鎮區 (明尼蘇達州卡頓伍德縣)
大本德鎮區（英語：Great Bend Township）是位於美國明尼蘇達州卡頓伍德縣的一個行政鎮區。

## 地方資料
大本德鎮區的面積為83.60平方千米，當中陸地面積為81.80平方千米，而水域面積為1.80平方千米。根據2020年美國人口普查的數據，當地共有人口314人，而人口密度為每平方千米3.76人。